# Jan Szkaradek
Jan Szkaradek (ur. 10 maja 1933 w Warszawie, zm. 7 czerwca 1999 w Bydgoszczy) – polski malarz i grafik.
Studiował na Wydziale Artystycznym UMK w Toruniu. Długoletni pedagog Liceum Plastycznego w Bydgoszczy.
Kapista, barwna postać awangardy artystycznej lat sześćdziesiątych i siedemdziesiątych na Pomorzu.
Polski grafik i krytyk sztuki – Łukasz Płotkowski – pisał o nim: „naturę traktował jako niewyczerpane źródło inspiracji z jej „sensacją koloru” rozbudzającą emocje i zmysły […]. Mięsistość materii, rozmach, dźwięczny, wyrafinowany kolor i ta cudowna świeżość…”.
Brał udział w wielu wystawach indywidualnych i zbiorowych w kraju i za granicą. Jego prace znajdują się m.in. w kolekcjach w Rumunii, Bułgarii i Kanadzie.
Był członkiem m.in. Związku Polskich Artystów Plastyków, Związku Polskich Artystów Grafików, Towarzystwa Przyjaciół Sztuki w Bydgoszczy.
Hedonista i „cygan”, zmarł tak, jak żył, niemal do ostatnich swoich dni stojąc przy sztaludze, pomimo skrajnej nędzy (w jakiej żył) i wyczerpania.
Jan Szkaradek został sportretowany pod pseudonimem „Karabek” w powieści Macieja Dęboróg-Bylczyńskiego „Kolej na los” (wyd. Oficyna Wydawnicza Branta w Bydgoszczy w r. 2009). 
Swoje obrazy najczęściej sygnował monogramem: "JS".